# 沙田坳邨
沙田坳邨（英語：Shatin Pass Estate）是香港房屋委員會轄下一個公共屋邨，位於九龍黃大仙區慈雲山道160號。雖門牌和大門均位於慈雲山道，但剛好在慈雲山道和沙田坳道交會處，且就位於慈雲山獅子亭「慈沙古道」九龍區入口、沙田坳道和法藏寺斜對面，故此命名為沙田坳。舊沙田坳邨於1967年10月開始入伙，只有兩座大廈，並已於2002年拆卸，重建為兩幢41層大廈，由其士（建築）有限公司承建，2011年2月入伙。沙田坳邨由房屋署總建築師（2）設計，也是全港最後一個採用非標準型大廈配非標準單位設計的公共屋邨；往後所興建的公屋及居屋皆是採用構件式單位設計。

## 歷史

1970年代的沙田坳邨，已於2002年清拆

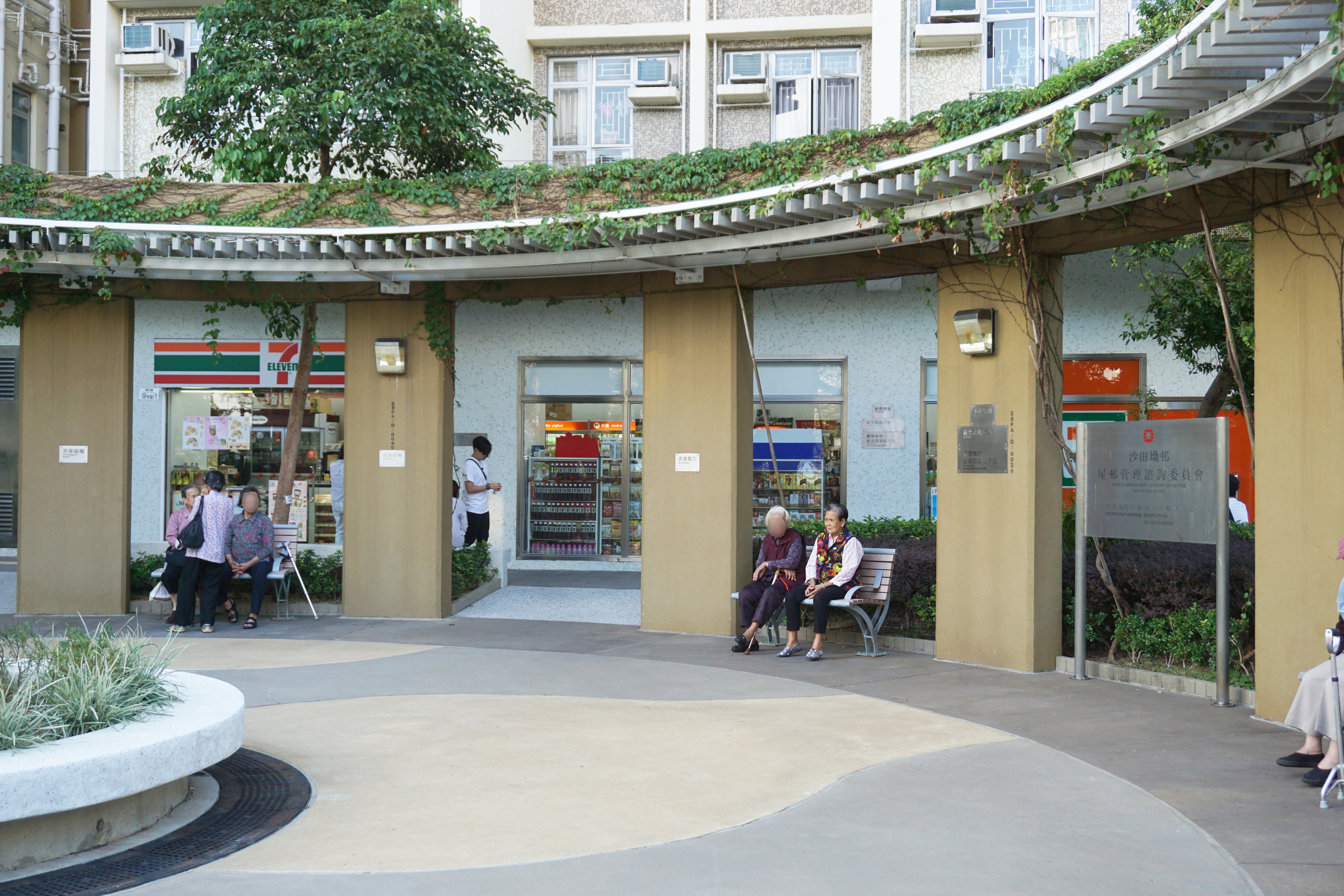
設有一間7-11便利店

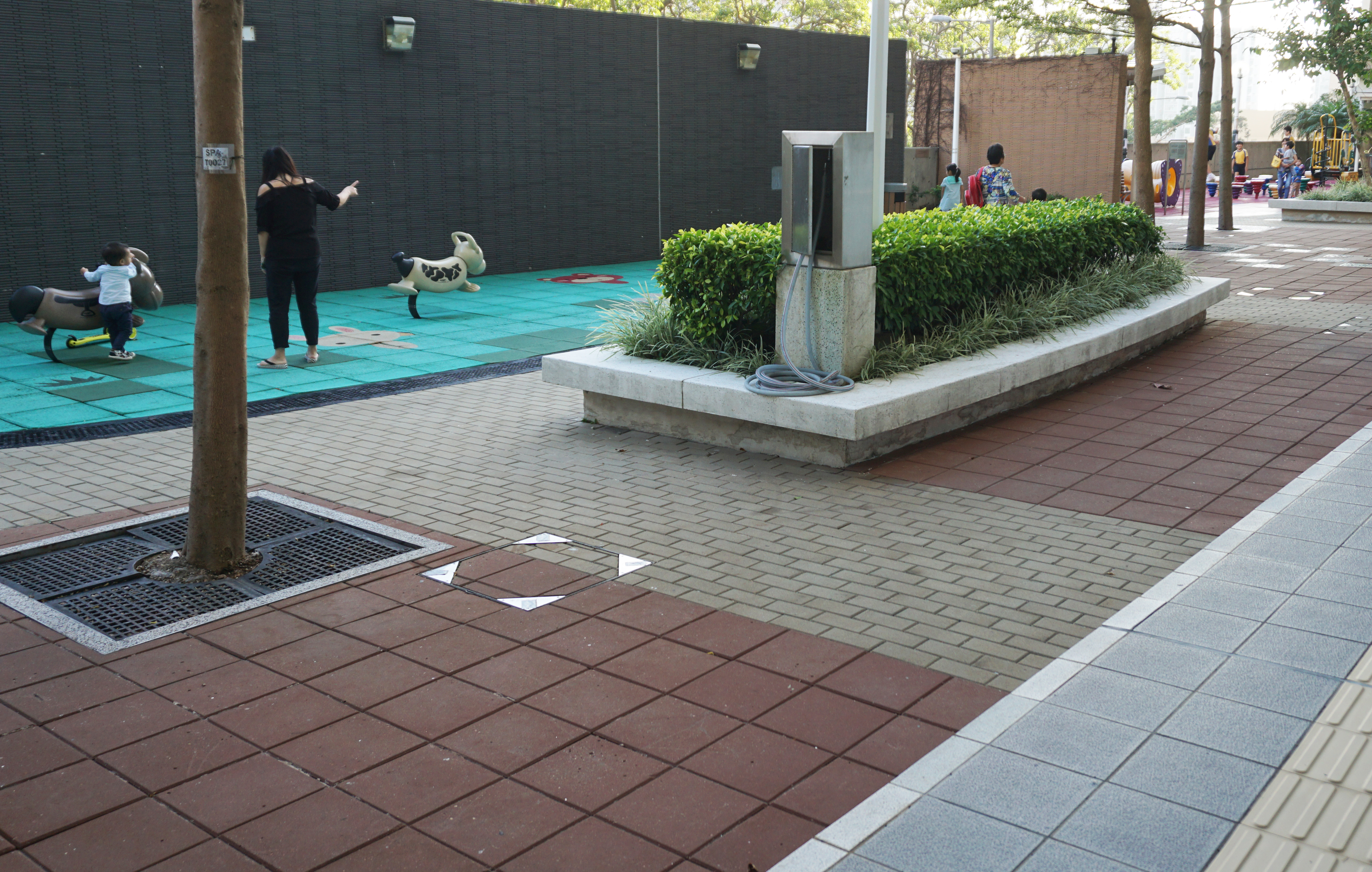
彈簧椅及兒童遊樂場

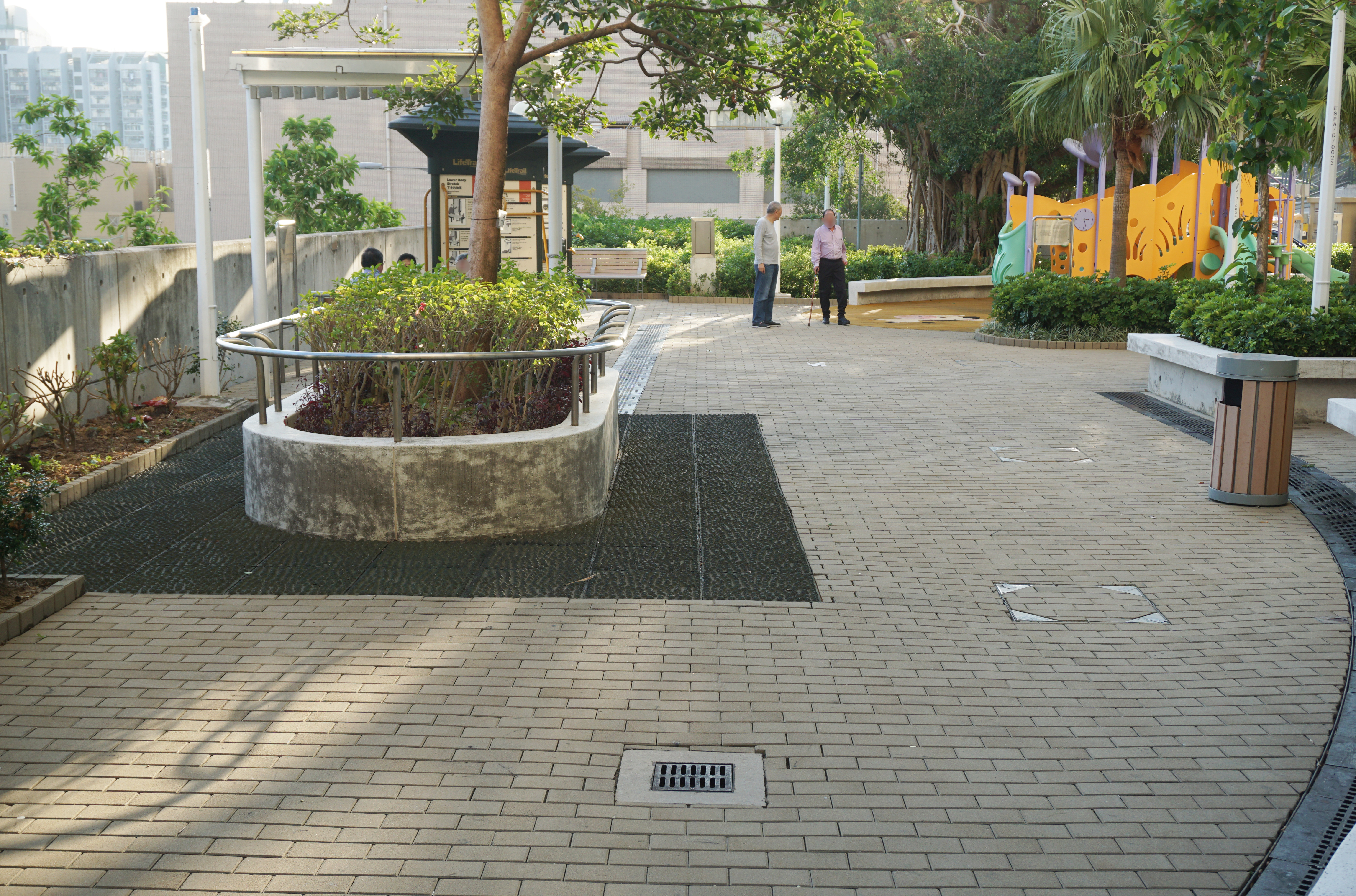
卵石路步行徑、健體區及兒童遊樂場（2）

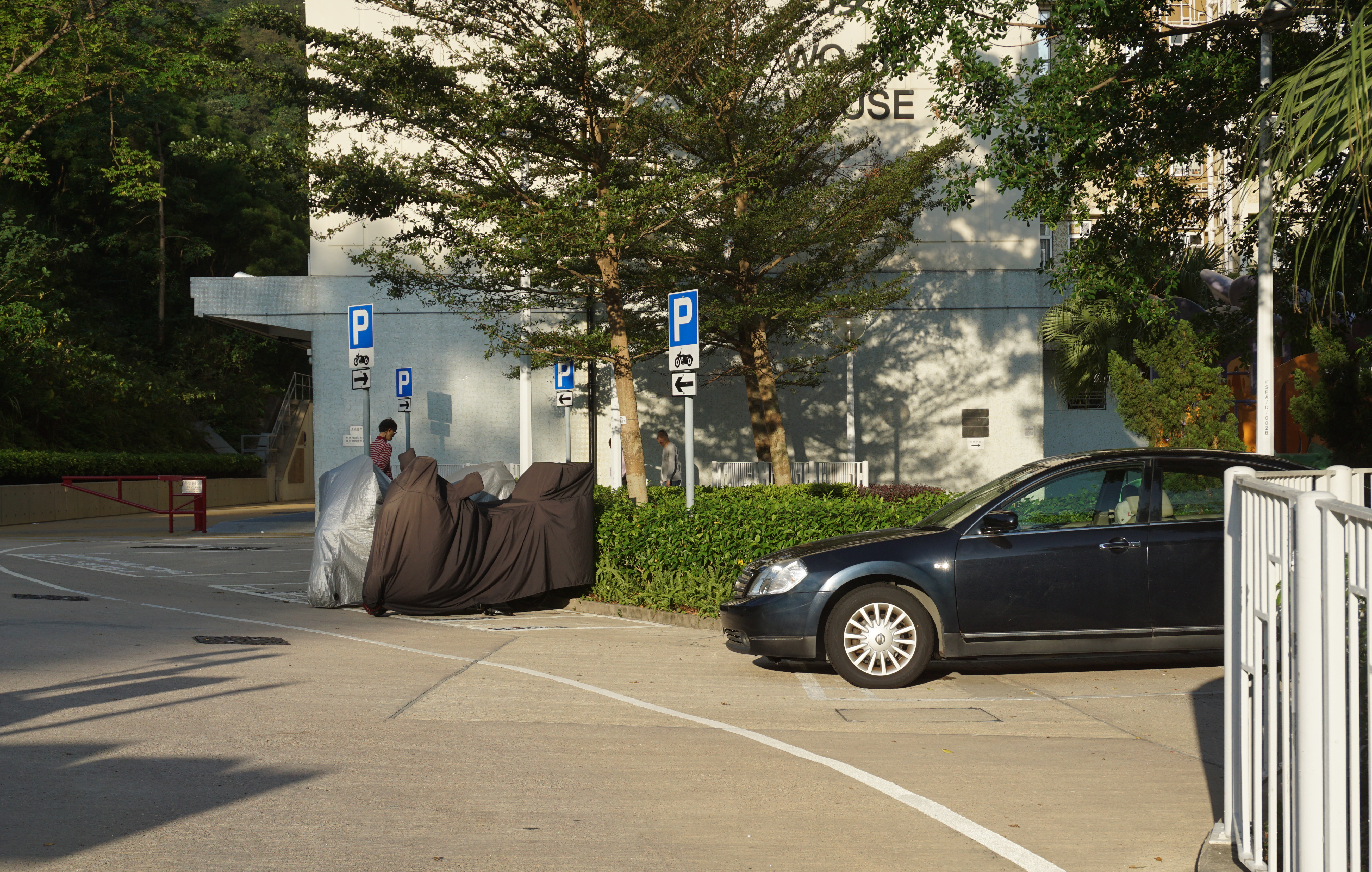
露天停車場

落成時稱為沙田㘭政府廉租屋邨（Shatin Pass Government Low Cost Housing Estate），全邨共有兩座新型廉租大廈設計大廈，屬政府廉租屋邨，於1967年至1968年期間落成。市政政事務署轄下的屋宇建設處在1967年12月7日宣佈將沙田㘭政府廉租屋邨正名為「沙田坳邨」。邨內設有1所幼稚園、1所小學（中華基督教會基慈小學）、10個街市檔位、28個車位。
而在1986年起，此邨亦成為香港電台主辦的「龍騰虎步上獅山」競步賽的起點，然而該比賽已隨著此邨重建而停辦。
根據香港房屋委員會的「整體重建計劃」，舊沙田坳邨於2002年8月完成清拆。到2007年重建為兩幢41層高住宅大廈，提供1278單位，於2011年落成，並已命名為和田樓及順田樓。
2010年9月16日，香港房屋委員會宣布調整兩個即將落成新屋邨的租金，經調整後的市區最高租金為每月每平方米58.6元，將適用於沙田坳邨。

## 屋邨資料

### 現時樓宇
| 樓宇名稱（座號） | 樓宇類型                 | 落成年份 | 層數 | 每層伙數 | 每座單位總數（伙） | 建築師              | 承建商               | 提供升降機的廠商 |
| ---------------- | ------------------------ | -------- | ---- | -------- | ------------------ | ------------------- | -------------------- | ---------------- |
| 和田樓（第1座）  | 非標準設計大廈 （長T型） | 2011年   | 40   | 16       | 640                | 房屋署總建築師（2） | 其士（建築）有限公司 | 星瑪             |
| 順田樓（第2座）  | 非標準設計大廈 （長T型） | 2011年   | 40   | 16       | 640                | 房屋署總建築師（2） | 其士（建築）有限公司 | 星瑪             |

### 歷代樓宇
| 樓宇名稱（座號） | 樓宇類型     | 落成年份 | 拆卸年份 | 層數 | 安置屋邨 |
| ---------------- | ------------ | -------- | -------- | ---- | -------- |
| 第1座            | 新型廉租大廈 | 1968年   | 2002年   | 20   | 慈正邨   |
| 第2座            | 新型廉租大廈 | 1967年   | 2002年   | 20   | 慈正邨   |

全邨樓宇均牽涉26座問題公屋醜聞，其混凝土強度未達高層單位20.7MPa或低層單位31MPa的標準，相關樓宇已納入整體重建計劃下重建
下表列出1970年代的租金水平。
| 單位類型   | 住宅數量 | 1970年租金 |
| ---------- | -------- | ---------- |
| 5人單位    | 596      | $57–61     |
| 7人單位    | 581      | $77–81     |
| 9人單位    | 102      | $100       |
| 單位總數   | 1279個   | 1279個     |
| 可容納人口 | 7965人   | 7965人     |

## 屋邨興建期間的圖片庫

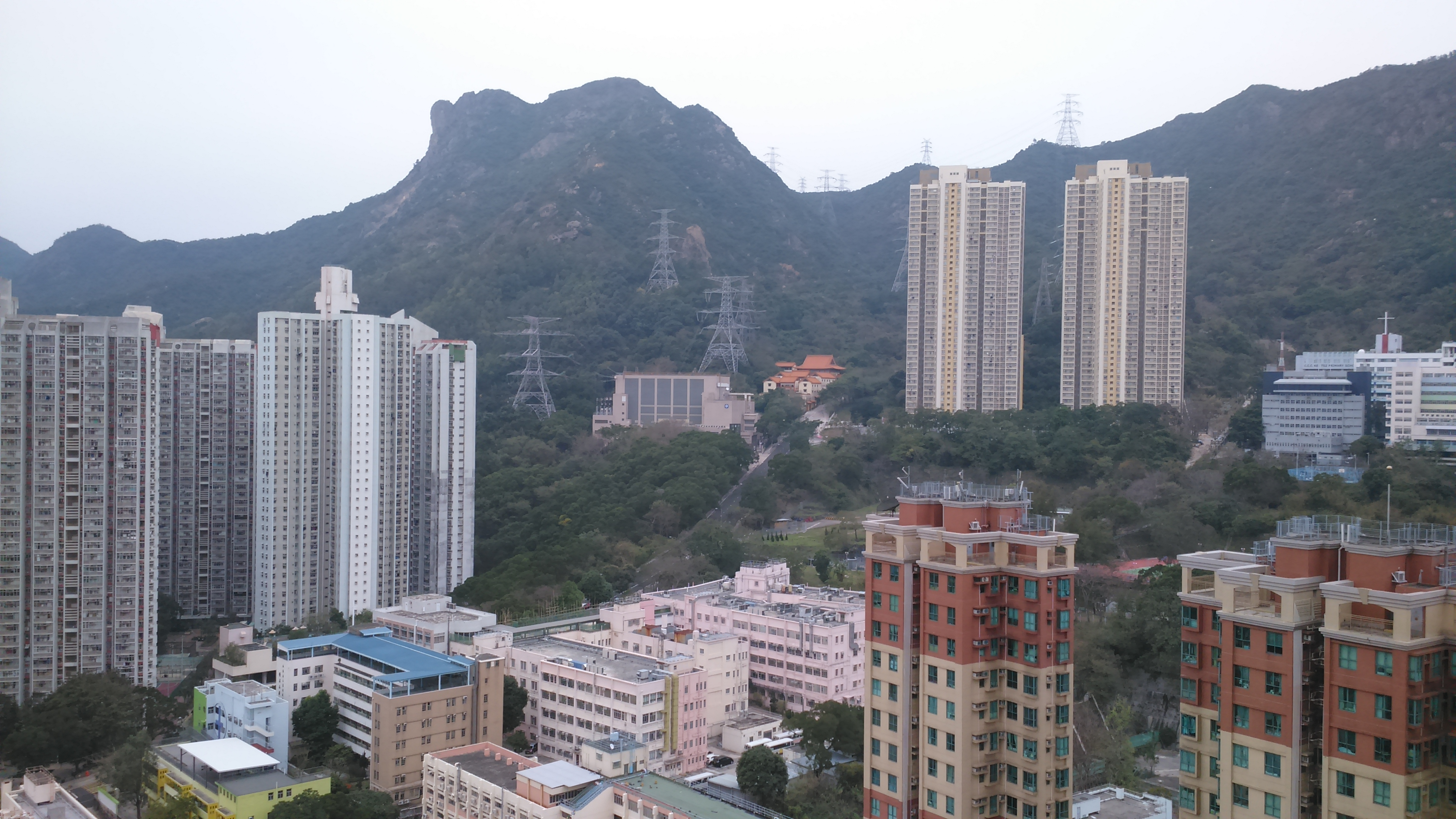
居高臨下的沙田坳邨（右方最高建築物）
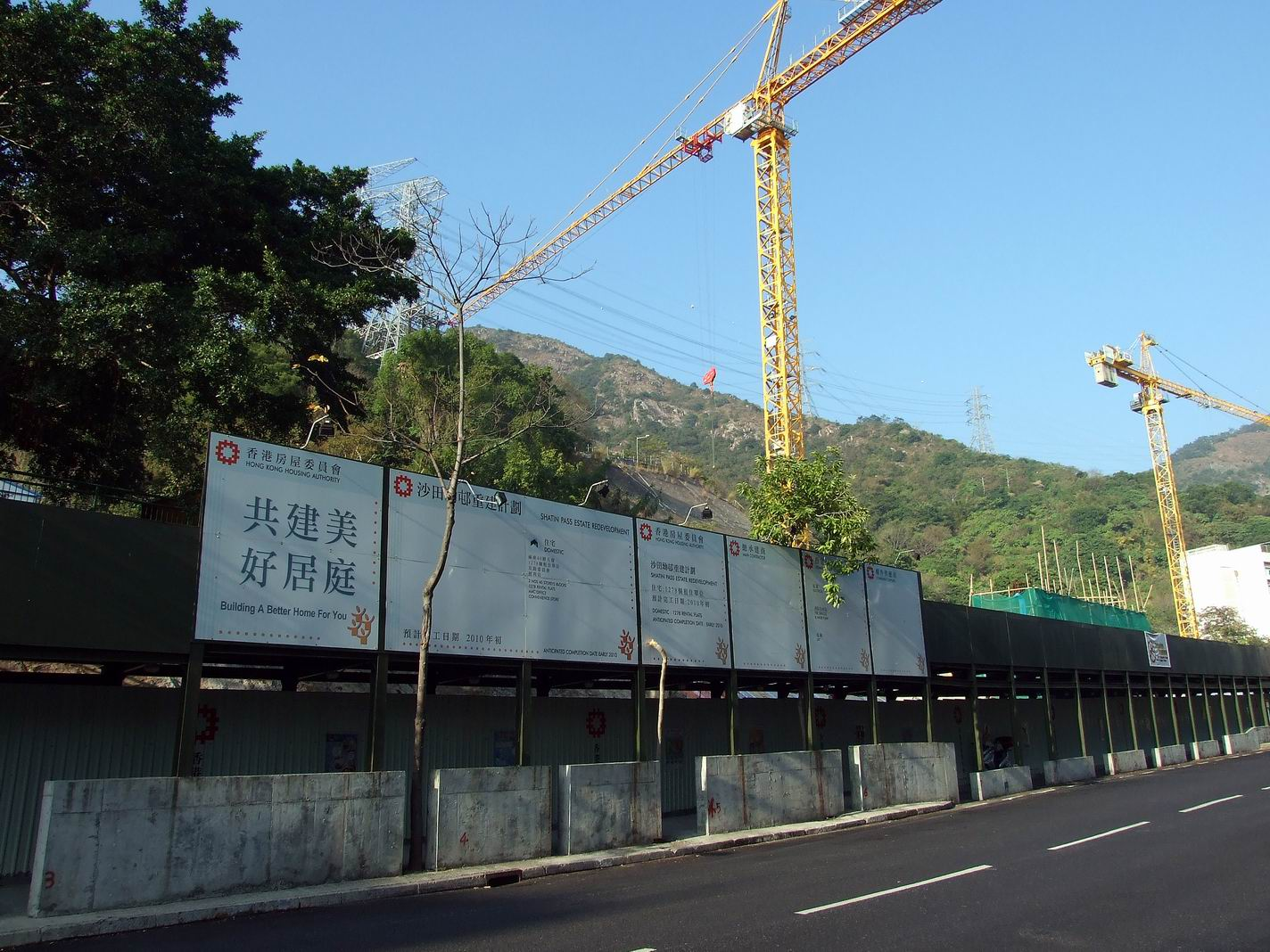
舊沙田坳邨拆卸後準備重建（2007年12月）
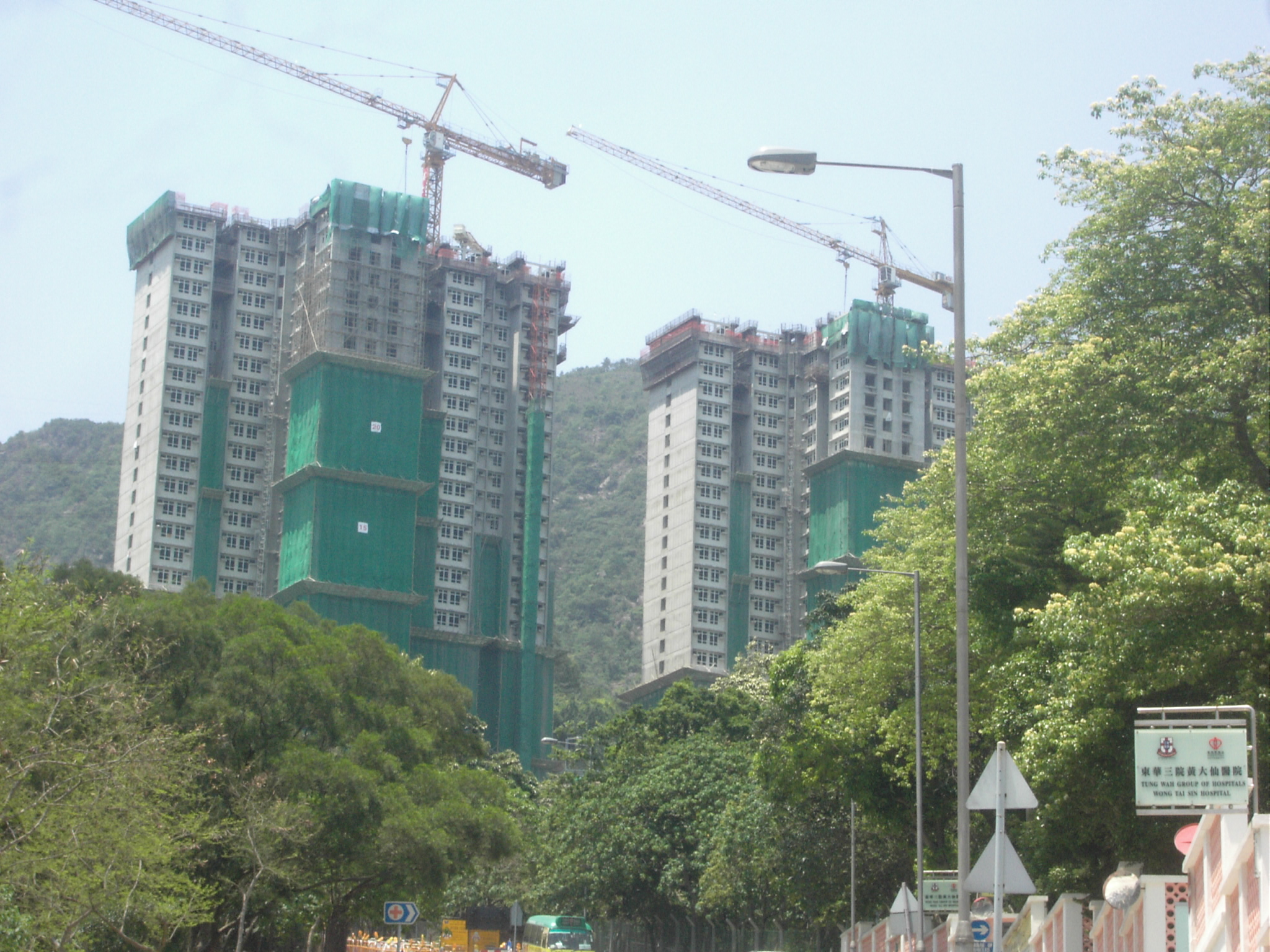
重建中的沙田坳邨（2009年5月）
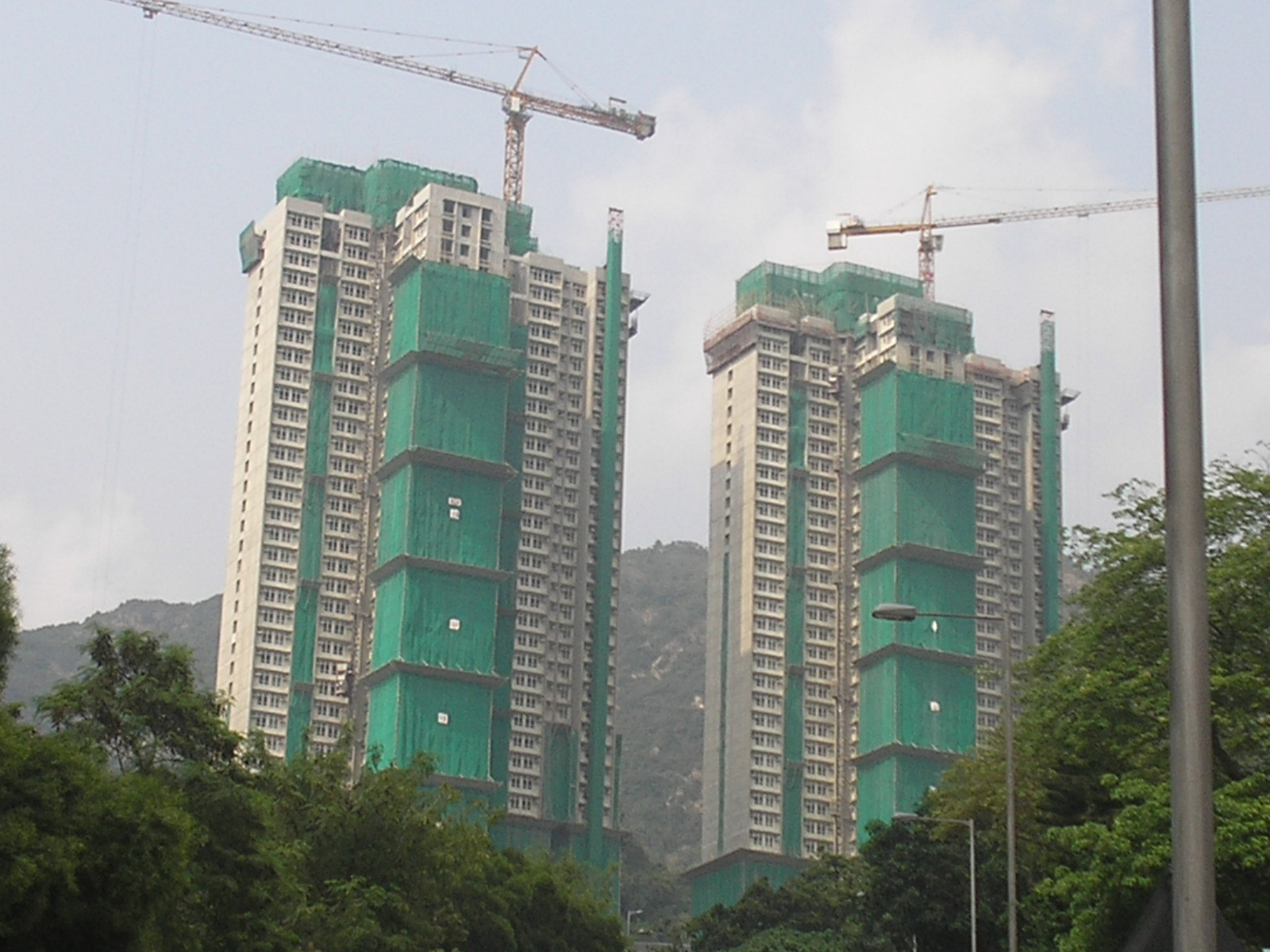
平頂中的沙田坳邨（2009年10月）

## 知名住客
- 黃錦星：前環境局局長，4至20餘歲時曾居住第一座1923室，2022年12月參與房委會與無綫電視合作拍攝的《回家》特備節目，並返回第一座原址（即和田樓所在地）探訪。